# Aleksandra Kollontaj

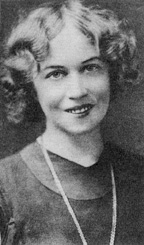
Alexandra Kollontay rond 1900

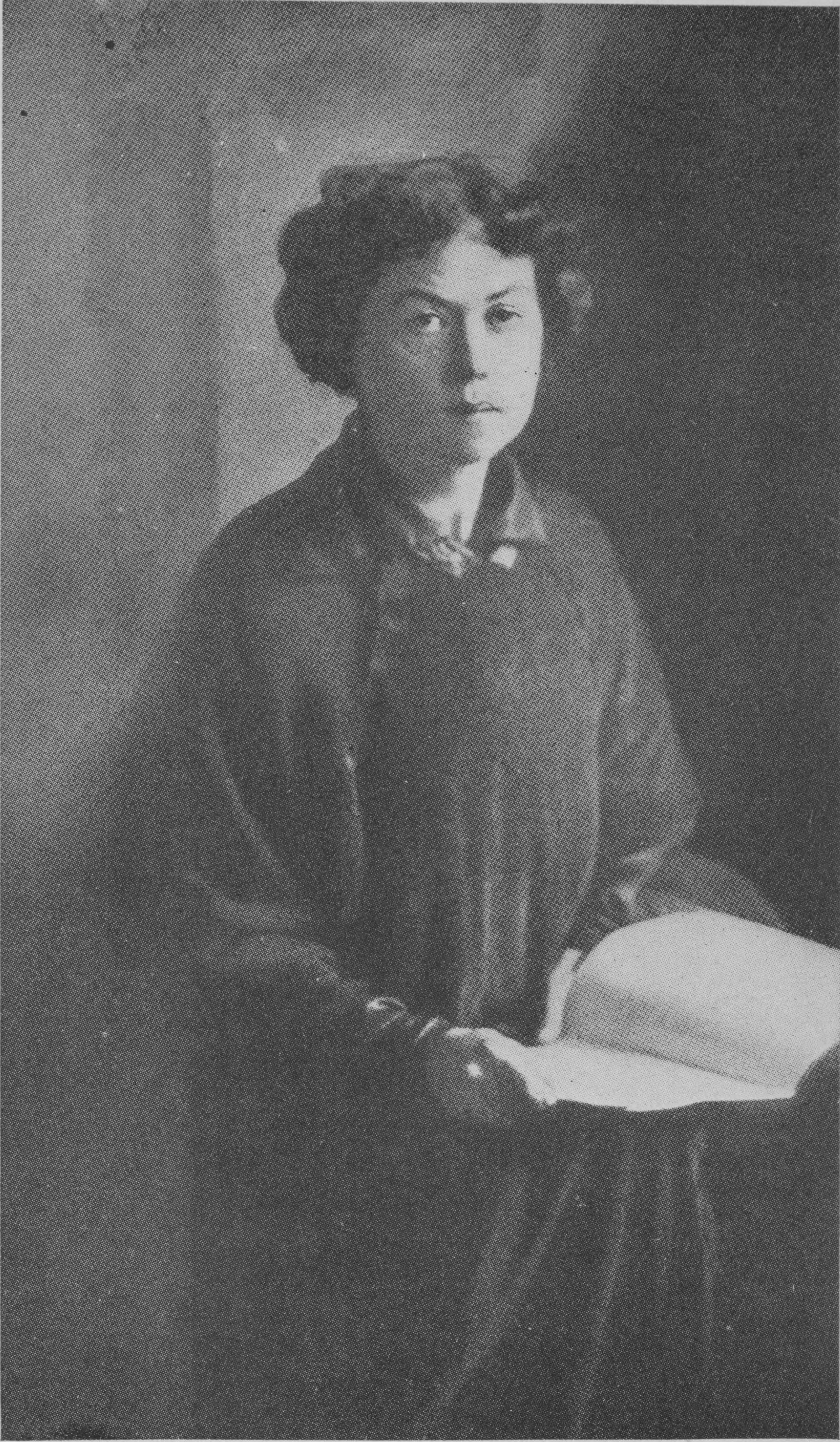
Alexandra Kollontaj in 1921

Aleksandra Michajlovna Kollontaj (Russisch: Александра Михайловна Коллонтай), geboren als Aleksandra Michajlovna Domontovitsj (Russisch: Александра Михайловна Домонтович) (Sint-Petersburg, 31 maart [O.S. 19 maart] 1872 — Moskou, 9 maart 1952) was een Russisch revolutionaire, diplomate en feministe.

## Jeugd
Kollontaj werd geboren als dochter van generaal Michail Domontovitsj en Aleksandra Masalin-Mravinski, dochter van een rijke Finse houtfabrikant. Kollontaj sloot zich aan bij de Russische Sociaaldemocratische Arbeiderspartij en sloot zich bij het uiteenvallen van die partij na enige aarzeling aan bij de mensjewieken. Na een periode in Scandinavië en de Verenigde Staten te hebben doorgebracht keerde ze in 1914 terug naar Rusland en sloot ze zich alsnog aan bij de bolsjewieken.

## Politiek activisme
Na de Russische Revolutie van 1917 werd Kollontaj benoemd tot volkscommissaris voor Sociaal Welzijn, en werd daarmee de eerste en hoogste vrouw in de communistische regering. Na de Russische Revolutie was Kollontaj de eerste vrouw in de bolsjewistische overheid die aandacht voor de 'women question' vroeg. Ze stelde 'The Family Code' op; een beleid die naar gelijkheid tussen mannen en vrouwen streefde. In 1919 richtte ze de organisatie Zjenotdel op om de levensomstandigheden van de Russische vrouwen te verbeteren. Het zette zich onder andere in in de strijd tegen analfabetisme en onderwees vrouwen over huwelijks-, arbeids- en onderwijswetten die na de revolutie waren ingevoerd. Kollontaj was een van de prominentste voorstanders van het socialistisch feminisme; zij verzette zich onder andere tegen het huwelijk en was voorstander van vrije liefde. In nummer 18 van haar Stellingen over communistische moraal in de sfeer van huwelijksrelaties schreef ze: "seksualiteit is een menselijk instinct even natuurlijk als honger en dorst". In 1930 liet de Sovjetregering Zjenotdel opheffen.
Samen met Aleksander Sjliapnikov leidde ze een dissidente stroming binnen de communistische partij, de Arbeidersoppositie, die echter op last van Vladimir Lenin werd ontbonden. Wegens vriendschappen met hooggeplaatste personen wist Kollontaj de zuiveringen binnen de partij te overleven. Ze werd in 1923 benoemd tot ambassadeur in Noorwegen, waarmee ze de eerste vrouwelijke ambassadrice ter wereld was, in 1926 in Mexico en in 1930 in Zweden. In feite waren deze ambassadeursposten een soort politiek ballingschap,waarmee Kollontaj opvalt als een van de weinige critici binnen de communistische partij die de Grote Zuivering van Jozef Stalin heeft overleefd.

## Geschreven werk
Kollontaj schreef meerdere boeken waarin ze haar kritiek tegenover familierelaties, huwelijk, seks en liefde uitte. In 1922 schreef ze 'Soon'. Haar boek is geïnspireerd op Charles Fourier die van mening was dat het huwelijk een onnatuurlijk instituut is. Kollontaj vulde hierop aan dat ieder individu zich niet volledig intellectueel en seksueel kan ontwikkelen binnen een gezin. Naar haar idee had iedereen hetzelfde beroep: leven voor het collectief. Familie biedt niets wanneer de vrouw net als de man werkt. Dan is zij een loonarbeider, maar de huishoudelijke taken nemen niet af. Moederschap was een sociale verplichting, schreef ze. De kritiek op het kapitalisme groeide hiermee, want het huishouden had in haar ogen geen productieve waarde meer. 'Vrouwen hebben daar geen tijd voor', zei ze. Het huwelijk was voor haar enkel de verbintenis tussen twee mensen die van elkaar houden en waar wederzijds respect het belangrijkst is. De variëteit hierin moest zich volgens haar ontwikkelen. Same sex marriage zou het collectieve juist versterken. Ook schreef ze in dit boek over haar ''Glass-of-water-theory'': seks is als dorst hebben, iedereen mag en kan het, of je getrouwd bent of niet. Mannen mochten dat niet meer onderdrukken.